# Engenharia semiótica
Engenharia Semiótica foi proposta originalmente por Clarisse Sieckenius como uma abordagem semiótica para a concepção de idiomas de interface de usuário. Ao longo dos anos, com a pesquisa feita no Departamento de Informática da Pontifícia Universidade Católica do Rio de Janeiro, evoluiu para uma teoria semiótica da interação humano-computador (HCI).
A Engenharia Semiótica vê a HCI como uma comunicação mediada por computador entre designers e usuários em tempo de interação. O sistema fala em nome de seus criadores em vários tipos de conversas especificado em tempo de design. Essas conversas comunicam aos designers a compreensão de quem são os usuários, o que eles sabem que os usuários querem ou precisam fazer, quais as suas formas preferidas e por quê. A mensagem dos designers para os usuários inclui até mesmo o idiomas interativo no qual os usuários terão para se comunicar com o sistema a fim de atingir seus objetivos específicos. Então, o processo é, na verdade, uma comunicação sobre a comunicação, ou metacomunicação.
A engenharia semiótica tem dois métodos para avaliar a qualidade da metacomunicação no IHC: o método de inspeção semiótica (SIM) e o método de avaliação de comunicabilidade (CEM). Em 2009 o livro Semiotic Engineering Methods for Scientific Research in HCI, Clarisse de Souza e Carla Leitão discutem como SIM e CEM, que são ambos métodos qualitativos, pode também ser usado em contextos científicos para gerar novos conhecimentos sobre o HCI. Para ilustrar os seus pontos, as autoras apresentam um extenso estudo de caso com um editor de aúdio com código-fonte aberto, chamado Audacity. Eles mostram como os resultados obtidos com uma triangulação de SIM e CEM apontam novas vias de investigação, não só para a semiótica de engenharia e HCI, mas também para outras áreas da ciência da computação, como engenharia de software e programação.
René Jorna e Clarisse Sieckenius  desenvolveram de forma independente dois tipos diferentes de "engenharia semiótica". Jorna foi originalmente mais perto de Inteligência Artificial e Ciência Cognitiva. Suas idéias foram posteriormente desenvolvidas e aplicadas para sistemas de apoio à decisão e organizacional semiótica, em vez de HCI. As autoras foram apresentadas (e suas versões de engenharia semiótica), somente em 1996, em um Seminário Dagstuhl sobre Informática e Semiótica organizado por Peter B. Andersen, Mihai Nadin e Frieder Nake.